# Liste des résolutions du Conseil de sécurité des Nations unies adoptées en 2014
Les résolutions du Conseil de sécurité des Nations unies sont les décisions qui sont votées par le Conseil de sécurité des Nations unies.
Une telle résolution est acceptée si au moins neuf des quinze membres (depuis le 17 décembre 1963, 11 membres avant cette date) votent en sa faveur et si aucun des membres permanents qui sont la Chine, les États-Unis, la France, le Royaume-Uni et la Russie n'émet de vote contre (qui est désigné couramment comme un veto).

## Résolutions 2133 à 2140
- Résolution 2133 : menaces contre la paix et la sécurité internationales résultant d’actes de terrorisme (adoptée le 27 janvier 2014 lors de la 7101e séance).
- Résolution 2134 : la situation en République centrafricaine (adoptée le 28 janvier 2014 lors de la 7103e séance).
- Résolution 2135 : la situation à Chypre (adoptée le 30 janvier 2014 lors de la 7106e séance).
- Résolution 2136 : la situation concernant la république démocratique du Congo (adoptée le 30 janvier 2014 lors de la 7107e séance).
- Résolution 2137 : la situation au Burundi (adoptée le 13 février 2014 lors de la 7110e séance).
- Résolution 2138 : rapports du Secrétaire général sur le Soudan  (adoptée le 13 février 2014 lors de la 7111e séance).
- Résolution 2139 : la situation au Moyen-Orient (adoptée le 22 février 2014 lors de la 7116e séance).

## Résolutions 2140 à 2149
- Résolution 2140 : la situation au Moyen-Orient (adoptée le 26 février 2014 lors de la 7119e séance).
- Résolution 2141 : non-prolifération / république populaire démocratique de Corée (adoptée le 5 mars 2014 lors de la 7126e séance).
- Résolution 2142 : la situation en Somalie (adoptée le 5 mars 2014 lors de la 7127e séance).
- Résolution 2143 : le sort des enfants en temps de conflit armé (adoptée le 7 mars 2014 lors de la 7129e séance).
- Résolution 2144 : la situation en Libye (adoptée le 14 mars 2014 lors de la 7136e séance).
- Résolution 2145 : la situation en Afghanistan (adoptée le 17 mars 2014 lors de la 7139e séance).
- Résolution 2146 : la situation en Libye (adoptée le 19 mars 2014 lors de la 7142e séance).
- Résolution 2147 : la situation concernant la république démocratique du Congo (adoptée le 28 mars 2014 lors de la 7150e séance).
- Résolution 2148 : rapports du Secrétaire général sur le Soudan et le Soudan du Sud (adoptée le 3 avril 2014 lors de la 7152e séance).
- Résolution 2149 : la situation en République centrafricaine (adoptée le 10 avril 2014 lors de la 7153e séance).

## Résolutions 2150 à 2159
- Résolution 2150 : menaces contre la paix et la sécurité internationales (adoptée le 16 avril 2014 lors de la 2155e séance).
- Résolution 2151 : maintien de la paix et de la sécurité internationales - Réforme du secteur de la sécurité : obstacles et possibilités  (adoptée le 28 avril 2014 lors de la 2161e séance).
- Résolution 2152 : la situation concernant le Sahara occidental   (adoptée le 29 avril 2014 lors de la 7162e séance).
- Résolution 2153 : la situation en Côte d’Ivoire  (adoptée le 29 avril 2014 lors de la 7163e séance).
- Résolution 2154 : maintien de la paix et de la sécurité internationales (adoptée le 8 mai 2014 lors de la 7170e séance).
- Résolution 2155 : rapports du Secrétaire général sur le Soudan et le Soudan du Sud (adoptée le 27 mai 2014 lors de la 7182e séance).
- Résolution 2156 : rapports du Secrétaire général sur le Soudan et le Soudan du Sud (adoptée le 29 mai 2014 lors de la 7186e séance).
- Résolution 2157 : la situation en Guinée Bissau (adoptée le 29 mai 2014 lors de la 7187e séance).
- Résolution 2158 : la situation en Somalie (adoptée le 29 mai 2014 lors de la 7188e séance).
- Résolution 2159 : Non-prolifération / Iran (adoptée le 9 juin 2014 lors de la 7193e séance).

## Résolutions 2160 à 2169
- Résolution 2160 : Menaces contre la paix et la sécurité internationales résultant d’actes de terrorisme (adoptée le 17 juin 2014 lors de la 7198e séance).

- Résolution 2161 : Menaces contre la paix et la sécurité internationales résultant d’actes de terrorisme (adoptée le 17 juin 2014 lors de la 7198e séance).

- Résolution 2162 : La situation en Côte d’Ivoire (adoptée le 25 juin 2014 lors de la 7207e séance).

- Résolution 2163 : La situation au Moyen-Orient (adoptée le 25 juin 2014 lors de la 7209e séance).

- Résolution 2164 : La situation au Mali (adoptée le 25 juin 2014 lors de la 7210e séance).

- Résolution 2165 : La situation au Moyen-Orient (adoptée le 14 juillet 2014 lors de la 7216e séance).

- Résolution 2166 : Lettre par le Représentant permanent de l’Ukraine (adoptée le 21 juillet 2014 lors de la 7221e séance).

- Résolution 2167 : Opérations de maintien de la paix des Nations unies (adoptée le 28 juillet 2014 lors de la 7228e séance).

- Résolution 2168 : La situation à Chypre (adoptée le 30 juillet 2014 lors de la 7229e séance).

- Résolution 2169 : La situation en Irak (adoptée le 30 juillet 2014 lors de la 7230e séance).

## Résolutions 2170 à 2179
- Résolution 2170 : Menaces contre la paix et la sécurité internationales résultant d’actes de terrorisme (adoptée le 15 août 2014 lors de la 7242e séance).

- Résolution 2171 : Maintien de la paix et de la sécurité internationales (adoptée le 21 août 2014 lors de la 7247e séance).

- Résolution 2172 : La situation au Moyen-Orient (adoptée le 26 août 2014 lors de la 7248e séance).

- Résolution 2173 : Rapports du Secrétaire général sur le Soudan et le Soudan du Sud (adoptée le 27 août 2014 lors de la 7250e séance).

- Résolution 2174 : La situation en Libye (adoptée le 27 août 2014 lors de la 7251e séance).

- Résolution 2175 : Protection des civils en période de conflit armé (adoptée le 29 août 2014 lors de la 7256e séance).

- Résolution 2176 : La situation au Libéria (adoptée le 15 septembre 2014 lors de la 7263e séance).

- Résolution 2177 : Paix et sécurité en Afrique (adoptée le 18 septembre 2014 lors de la 7268e séance).

- Résolution 2178 : Menaces contre la paix et la sécurité internationales résultant d’actes de terrorisme (adoptée le 24 septembre 2014 lors de la 7272e séance).

- Résolution 2179 : Rapports du Secrétaire général sur le Soudan et le Soudan du Sud (adoptée le 14 octobre 2014 lors de la 7276e séance).

## Résolutions 2180 à 2189
- Résolution 2180 : La situation en Haïti (adoptée le 14 octobre 2014 lors de la 7277e séance).
- Résolution 2181 : La situation en République centrafricaine (adoptée le 21 octobre 2014 lors de la 7280e séance).
- Résolution 2182 : La situation en Somalie (adoptée le 24 octobre 2014 lors de la 7286e séance).
- Résolution 2183 : La situation en Bosnie-Herzégovine (adoptée le 11 novembre 2014 lors de la 7307e séance).
- Résolution 2184 : La situation en Somalie (adoptée le 12 novembre 2014 lors de la 7309e séance).
- Résolution 2185 : Opérations de maintien de la paix des Nations unies (adoptée le 20 novembre 2014 lors de la 7317ee séance).
- Résolution 2186 : La situation en Guinée-Bissau (adoptée le 25 novembre 2014 lors de la 7321e séance).
- Résolution 2187 : Rapports du Secrétaire général sur le Soudan et le Soudan du Sud (adoptée le 25 novembre 2014 lors de la 7322e séance).
- Résolution 2188 : La situation au Libéria (adoptée le 9 décembre 2014 lors de la 7328e séance).
- Résolution 2189 : La situation en Afghanistan (adoptée le 12 décembre 2014 lors de la 7338e séance).

## Résolutions 2190 à 2195
- Résolution 2190 : La situation au Libéria (adoptée le 15 décembre 2014 lors de la 7340e séance).
- Résolution 2191 : La situation au Moyen-Orient (adoptée le 17 décembre 2014 lors de la 7344e séance).
- Résolution 2192 : La situation au Moyen-Orient (adoptée le 18 décembre 2014 lors de la 7346e séance).
- Résolution 2193 : Tribunal international chargé de juger les personnes accusées de violations graves du droit international humanitaire commises sur le territoire de l’ex-Yougoslavie depuis 1991  (adoptée le 18 décembre 2014 lors de la 7348e séance)
- Résolution 2194 : Tribunal international chargé de juger les personnes accusées d’actes de génocide ou d’autres violations graves du droit international humanitaire commis sur le territoire du Rwanda et les citoyens rwandais accusés de tels actes ou violations commis sur le territoire d’États voisins entre le 1er janvier et le 31 décembre 1994  (adoptée le 18 décembre 2014 lors de la 7348e séance)
- Résolution 2195 : Menaces contre la paix et la sécurité internationales  (adoptée le 19 décembre 2014 lors de la 7351e séance)